# Raguhn-Jeßnitz

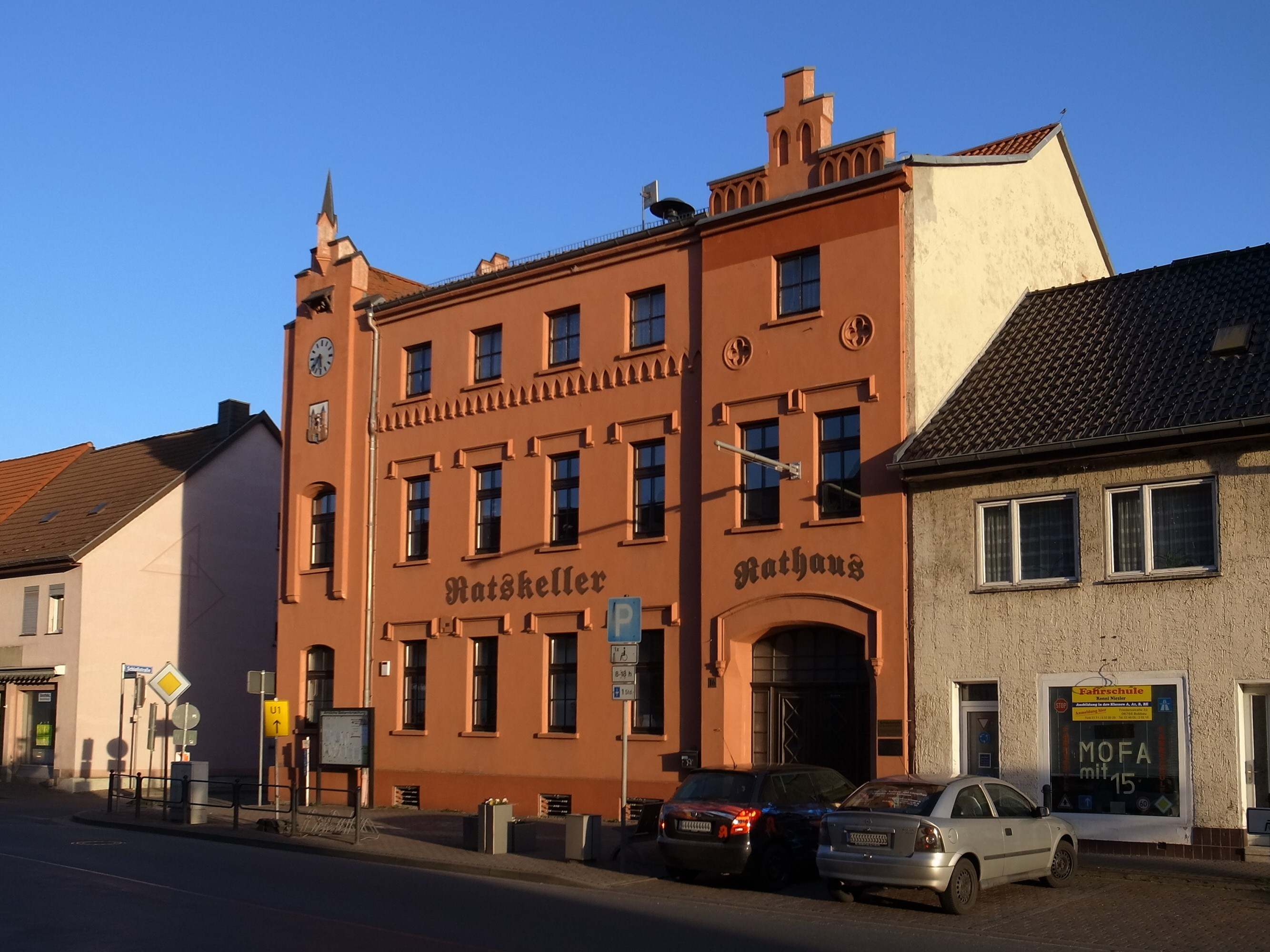
Rathaus von Raguhn-Jeßnitz im Ortsteil Raguhn

Die Stadt Raguhn-Jeßnitz ist eine Einheitsgemeinde im Landkreis Anhalt-Bitterfeld in Sachsen-Anhalt.
Sie entstand am 1. Januar 2010 durch den Zusammenschluss der Gemeinden Altjeßnitz, Jeßnitz, Marke, Raguhn, Retzau, Schierau, Thurland und Tornau vor der Heide, die vormals zur Verwaltungsgemeinschaft Raguhn gehörten.

## Geografie
Das Gebiet der Stadt Raguhn-Jeßnitz umfasst einen Abschnitt beiderseits der Mulde zwischen den Städten Dessau-Roßlau im Norden und Bitterfeld-Wolfen im Süden.

## Stadtgliederung
- Altjeßnitz
- Hoyersdorf
- Jeßnitz (Anhalt)
- Kleckewitz
- Lingenau
- Marke
- Möst
- Niesau
- Priorau
- Raguhn
- Retzau
- Roßdorf
- Schierau
- Thurland
- Tornau vor der Heide

## Geschichte

### Mittelalter
Raguhn und Jeßnitz haben eine lange und bewegte Geschichte, die bis ins Mittelalter zurückreicht. Die geografische Lage an der Mulde prägte die Entwicklung der beiden Städte erheblich, insbesondere durch den Fischreichtum des Flusses, die Bedeutung der Brücken für den regionalen Verkehr und die Nutzung der Wasserkraft, die schon frühzeitig in Mühlen und im Tuchmacherhandwerk Anwendung fand.
Die erste urkundliche Erwähnung von Jeßnitz erfolgte 1259 unter dem Namen Jeszant. Raguhn wurde erstmals 1285 urkundlich erwähnt. Schon in dieser frühen Phase waren die Städte ein wichtiger Knotenpunkt für die Fischerei und die Viehzucht. Im späten 14. Jahrhundert begann die wirtschaftliche Entwicklung der Städte Gestalt anzunehmen. Im Jahr 1395 wurde Raguhn durch Fürst Albrecht III. von Anhalt-Köthen das Stadtrecht erteilt. Drei Jahre später wurde erstmals eine Getreidemühle in Jeßnitz erwähnt, was auf die Bedeutung der Wasserkraft für die örtliche Wirtschaft hinweist. 1401 erhielt Jeßnitz das Stadtrecht, ein bedeutender Meilenstein in der Stadtgeschichte. Nur sieben Jahre später, im Jahr 1408, ging Jeßnitz als Lehen an Fürst Albrecht von Anhalt über, was die politische Zugehörigkeit zur Region Anhalt festigte.

### Frühe Neuzeit
Mit der Einführung der Reformation 1534 begann in Jeßnitz eine neue Ära, die auch das Bildungswesen beeinflusste. Ein Schulmeister wurde erstmals in diesem Jahr erwähnt, und es entstand eine Volksschule für alle Kinder, während wohlhabende Familien ihre Kinder an ein Progymnasium schicken konnten. Das wirtschaftliche Leben der Stadt wurde durch zwei jährliche Märkte und einen wöchentlichen Samstagmarkt belebt, die 1547 erstmals dokumentiert sind. Das Brauwesen spielte ebenfalls eine Rolle, wie die Erwähnung von zwei Braupfannen im Jahr 1549 zeigt. Die Stadt erlitt jedoch auch Rückschläge: 1567 brach ein verheerendes Feuer im Stadtkern aus, das das Rathaus sowie 42 Häuser und 16 Scheunen zerstörte. Zwei Jahre später wurde das Rathaus wiederaufgebaut. Die Pest, die 1583 und erneut zwischen 1610 und 1613 wütete, dezimierte die Bevölkerung erheblich.
Während des Dreißigjährigen Krieges wurde Jeßnitz mehrfach von Kriegshandlungen heimgesucht. Im Jahr 1622 waren die Bürger der Stadt erstmals mit den Schrecken des Krieges konfrontiert, als die ersten Leichen in die Stadt gebracht wurden. Die Bevölkerung lebte in ständiger Angst und Unsicherheit, was dazu führte, dass viele in die umliegenden Wälder flohen, um sich vor den umherziehenden Soldaten in Sicherheit zu bringen. 1629 wurden erstmals Soldaten in der Stadt einquartiert, die sich gegenüber den Einwohnern äußerst brutal verhielten. Im Jahr 1631 zogen schwedische Truppen durch Jeßnitz, was die Angst der Bürger weiter steigerte. In den Jahren 1634 und 1635 kam es zu Plünderungen, die die Stadt schwer verwüsteten. Der verursachte Schaden wurde auf etwa 9400 Taler beziffert. Hinzu kam eine erneute Pestwelle im Jahr 1632, die die Bevölkerung zusätzlich dezimierte. Die Einweihung eines neuen Friedhofs in der Langen Straße im Jahr 1639 war vermutlich eine direkte Folge dieser tragischen Ereignisse.
In der zweiten Hälfte des 17. Jahrhunderts begann eine langsame Erholung der Stadt. Das Tuchmacherhandwerk erlebte von 1650 bis 1850 eine Blütezeit, die die wirtschaftliche Basis der Stadt stärkte. Die erste Erwähnung von Fischern in Jeßnitz datiert auf das Jahr 1650, und neun Jahre später wird erstmals ein Fährbetrieb dokumentiert. Im Jahr 1675 wurde eine Papiermühle erwähnt. Schon vor 1680 ließen sich die ersten Juden in Jeßnitz nieder, die von den anhaltinischen Fürsten Schutzbriefe erhielten, die ihnen Wohn- und Erwerbsrechte gewährten. Um 1680 wurde ein jüdischer Begräbnisplatz am „Strenggraben nahe beim Flößgen“ angelegt, was den Grundstein für eine kleine jüdische Gemeinde legte. In der Stadt wurden ab 1695 drei Märkte abgehalten: der Fastenmarkt, der Johannismarkt und der Michaelismarkt. Um das Jahr 1700 übte der Rat der Stadt die alleinige Gewalt und Gerichtsbarkeit aus.
Die jüdische Gemeinde, die sich in dieser Zeit in Jeßnitz etablierte, trug ebenfalls zur wirtschaftlichen und kulturellen Vielfalt bei. In der ersten Hälfte des 18. Jahrhunderts siedelte sich in Jeßnitz eine hebräische Druckerei an, die zuvor Moses Benjamin Wulff, der Hoffaktor des Fürstenhauses Dessau, gegründet hatte. Zur selben Zeit wurde eine jüdische Herberge errichtet, die jüdischen Messebesuchern sowie Kranken und Bedürftigen eine Unterkunft bot. Das städtische Leben wurde durch verschiedene Entwicklungen weiter gefestigt: Im Jahr 1707 wurde ein Salzmonopol eingeführt, und 1716 beschaffte die Stadt ihre erste Feuerspritze. Gegen Mitte des 18. Jahrhunderts ließ die jüdische Gemeinde eine Synagoge errichten, was ihre stetige Verwurzelung in der Stadt verdeutlicht. 1766 wurde in Jeßnitz eine Bürgerschäferey angelegt, die das städtische Wirtschaftsleben bereicherte. Zahlreiche Handwerke waren in der Stadt vertreten, darunter Zimmerer, Töpfer, Schuhmacher, Seiler, Nadler, Stellmacher, Maurer, Böttcher, Schneider, Tischler, Fleischer, Bäcker, Schlosser, Sattler, Barbiere, Tuchmacher, Hutmacher und viele andere. Jedoch erlitt das städtische Rathaus 1768 einen erneuten Brand, was die Stadtverwaltung vor Herausforderungen stellte. Im Zuge der Befreiungskriege hielt sich 1813 Generalfeldmarschall Blücher am Vorabend der Völkerschlacht bei Leipzig in Jeßnitz auf.

### Industrialisierung und Modernisierung
Die Industrielle Revolution hinterließ auch in Jeßnitz ihre Spuren: Unter den neu entstandenen Textilfabriken erlangte die Flaggendruckerei überregionalen Ruf. In den Jahren 1819 bis 1820 wurde eine Schule in der Schulstraße errichtet. Die jüdische Gemeinde erreichte um 1840 mit fast 170 Mitgliedern ihren personellen Höchststand, begann jedoch in den folgenden Jahrzehnten zu schrumpfen, da viele Mitglieder in größere Städte abwanderten. Die Synagoge in der Langen Straße wurde 1865 durch einen Neubau ersetzt, der im neomaurischen Stil errichtet wurde. Ebenfalls wurde der jüdische Friedhof erweitert und ein Taharahaus errichtet. Die jüdischen Bürger der Stadt trugen wesentlich zum wirtschaftlichen Leben bei, insbesondere durch das Tuchmacherhandwerk. So eröffnete beispielsweise Isaac Herz 1805 einen Wollgarnhandel, der später durch eine Dampffärberei erweitert wurde.
Mit der Gründung der Feuerwehr 1868 und dem Neubau der Schule in der Langen Straße 1881, inklusive einer späteren Erweiterung in 1930, setzte sich die Modernisierung der Stadt fort. 1899 wurde Jeßnitz erstmals an das elektrische Stromnetz angeschlossen. Ein weiterer bedeutender Fortschritt in der städtischen Infrastruktur erfolgte im Jahr 1927 mit der Installation der ersten Wasserleitung in Jeßnitz. Dies war ein wichtiger Schritt zur Verbesserung der öffentlichen Gesundheit und der Lebensqualität der Bürger.

### Nationalsozialismus
Im nationalsozialistischen Deutschland wurde die jüdische Gemeinde von Jeßnitz schwer getroffen. In 1933 lebten noch 28 jüdische Einwohner in der Kleinstadt. Aufgrund der Folgen des wirtschaftlichen Boykotts, der zunehmenden Entrechtung und der Repressalien verschlechterte sich die Situation für die jüdische Gemeinschaft in Jeßnitz drastisch.
1936 kam es zur Eingemeindung des Ortes Roßdorf.
Während der Novemberpogrome 1938 kam es in Jeßnitz zu schweren Übergriffen auf die jüdische Bevölkerung und deren Eigentum. Angehörige der SA und SS, verkleidet in Zivil, verwüsteten und demolierten jüdisches Eigentum. Auch die Synagoge der Stadt wurde verwüstet und in Brand gesetzt. Die Trümmerreste der Synagoge wurden später vollständig abgetragen, und das Gelände wurde neu bebaut. Alle jüdischen Bürger der Stadt wurden vorübergehend auf der Polizeiwache festgehalten; eine Person wurde in das KZ Buchenwald verschleppt. Auch der jüdische Friedhof in Jeßnitz blieb von der Schändung während der NS-Zeit nicht verschont. Nach den Novemberpogromen wurden die verbliebenen jüdischen Einwohner der Stadt zwangsweise in einem sogenannten „Judenhaus“ zusammengelegt. Von hier aus wurden zwölf Personen in den Jahren 1942/1943 in das KZ Theresienstadt und in Ghettos oder Lager im besetzten Polen deportiert. Die meisten dieser Menschen wurden dort ermordet, und ihre Spuren verlieren sich in den Todeslagern.
Während des Zweiten Weltkriegs wurden im Außenlager „Heerbrandt-Werke“ in Raguhn von Februar bis April 1945 Flugzeugteile durch Zwangsarbeit produziert. Das zum KZ Buchenwald gehörende Lager, offiziell als Frauenaußenlager Heerbrandt-Werke AG, Raguhn bei Dessau bezeichnet, befand sich am Westrand der Stadt Raguhn in der Bobbauer Straße. Die Unterkünfte waren Baracken, die zuvor als Werkstätten oder Sanitärräume genutzt worden waren. Auftraggeber für die Zwangsarbeit waren die Heerbrandt-Werke Raguhn, ein Zulieferer der Junkers Flugzeug- und Motorenwerke Dessau. Die Häftlinge, etwa 500 jüdische Frauen und Mädchen aus verschiedenen Ländern, wurden unter unmenschlichen Bedingungen zur Arbeit gezwungen. Zu den Herkunftsländern gehörten Frankreich, Tschechien, Ungarn, Deutschland, Niederlande, Italien, Ungarn, Türkei und die USA. Die Häftlinge, die aus dem KZ Bergen-Belsen nach Raguhn gebracht wurden, waren bereits bei ihrer Ankunft schwerkrank und geschwächt. Obwohl die Arbeitsanforderungen aufgrund fehlenden Materials vergleichbar gering waren, verschlechterte sich der Gesundheitszustand der Frauen schnell. Typhus grassierte und in weniger als acht Wochen des Bestehens starben neun Frauen. Die ersten neun Todesopfer wurden standesamtlich registriert. Vom Lager an der Bobbauer Straße zu den Heerbrandt-Werken am Ufer der Mulde waren täglich 2 Kilometer von West nach Ost, zu laufen – und am Abend wieder zurück. Die Gruppe der KZ-Häftlinge war für die Bewohner ein gewohnter Anblick und mit ihren Holzschuhen waren sie immer von weitem zu hören. Im Lager kamen vermutlich 16 Frauen ums Leben. Am 9. April 1945 wurden die Überlebenden in Viehwaggons in das KZ Theresienstadt deportiert, wo sie elf Tage später ankamen. Während der Fahrt starben mindestens 60 Frauen an Erschöpfung und weitere 15 starben nach ihrer Ankunft in Krankenhäusern. Nach dem Krieg wurden die Opfer auf dem Friedhof von Raguhn beerdigt, wobei einige Gräber später in ihre Herkunftsländer überführt wurden. Die Gräber wurden im September 1989 neu gestaltet und die Namen der Verstorbenen sind auf Gedenksteinen vermerkt.

### Nachkriegszeit
Der einzige bekannte Holocaust-Überlebende, Fritz Herz, kehrte aus dem KZ Buchenwald zurück und wurde in den unmittelbaren Nachkriegsjahren Bürgermeister von Jeßnitz. Nach dem Ende des Zweiten Weltkriegs wurde der jüdische Friedhof in der Schlossstraße wieder hergerichtet. Die letzte Beisetzung fand dort im Jahr 1982 statt. Die Friedhofshalle, die mittlerweile unter Denkmalschutz steht, blieb zwar erhalten, wurde jedoch in den folgenden Jahrzehnten nicht im Originalzustand belassen. Seit den 1970er Jahren bis 2017 nutzte die neuapostolische Kirchengemeinde die Halle als Versammlungsort. Im Jahr 2018 setzte der Heimatverein Jeßnitz (Anhalt) e. V. ein Zeichen des Gedenkens, indem er eine schlichte Gedenktafel in das Straßenpflaster am ehemaligen Standort der Synagoge in der Langen Straße integrierte. Diese Tafel erinnert an die zerstörte Synagoge und die jüdische Gemeinde, die einst Teil der Stadt Jeßnitz war.

### Deutsche Teilung
Nach dem Ende des Zweiten Weltkriegs und der Gründung der DDR wurde Jeßnitz 1952 dem Landkreis Bitterfeld angegliedert. 1959 feierte man das 700-jährige Stadtjubiläum. In den folgenden Jahrzehnten erlebte die Stadt mehrere Hochwasser, insbesondere 1954, 1974 und 2002, als der Pegel der Mulde mit 8,85 Metern einen historischen Höchststand erreichte.

### Gegenwart
Nach der Wende 1990 übernahmen demokratisch gewählte Bürger die Stadtverwaltung, und in den Jahren 1995 bis 2000 wurde der Stadtkern umfassend saniert.
Heute präsentiert sich Jeßnitz als eine Stadt mit einer Vielzahl von Unternehmen im Handwerks-, Handels- und Dienstleistungssektor.

## Bevölkerung
| Jahr | Einwohner |
| ---- | --------- |
| 2010 | 9.991     |
| 2015 | 9.493     |
| 2020 | 8.931     |
| 2021 | 8.862     |
| 2022 | 8.828     |
| 2023 | 8.747     |
| 2024 | 8.702     |

Stand: 31. Dezember des jeweiligen Jahres (Angaben des Statistischen Landesamtes Sachsen-Anhalt), ab 2011 auf Basis des Zensus 2011, ab 2022 auf Basis des Zensus 2022

## Politik

### Stadtrat
Der Stadtrat wurde bei der Kommunalwahl am 9. Juni 2024 neu gewählt. Die 20 Sitze teilen sich seitdem wie folgt auf (im Vergleich zu den Wahlen 2014 und 2019):
| Partei / Wählergruppe                             | 2024          | 2024   | 2019          | 2019   | 2014          | 2014   |
| Partei / Wählergruppe                             | Stimmenanteil | Sitze  | Stimmenanteil | Sitze  | Stimmenanteil | Sitze  |
| AfD                                               | 36,3 %        | 7      | 20,1 %        | 4      | 08,2 %        | 2      |
| Wählergruppe Pro8                                 | 23,6 %        | 5      | 18,1 %        | 4      | –             | –      |
| CDU                                               | 21,0 %        | 4      | 22,7 %        | 5      | 32,6 %        | 7      |
| Freie Wählerliste Sport und Gesellschaft          | 06,5 %        | 1      | 06,1 %        | 1      | 03,8 %        | 1      |
| Die Linke                                         | 05,9 %        | 1      | 08,4 %        | 2      | 12,2 %        | 2      |
| Wählergemeinschaft Feuerwehr Retzau               | 03,6 %        | 1      | 03,6 %        | 1      | 05,1 %        | 1      |
| Einzelbewerber Ralf Hänsch                        | 01,9 %        | 1      | –             | –      | –             | –      |
| Heimat- und Dorfverein Tornau vor der Heide e. V. | 01,2 %        | –      | –             | –      | –             | –      |
| SPD                                               | –             | –      | 10,6 %        | 2      | 20,0 %        | 4      |
| Freie Wählergemeinschaft Altjeßnitz               | –             | –      | 03,3 %        | 1      | 04,3 %        | 1      |
| FDP                                               | –             | –      | 02,9 %        | –      | 01,0 %        | –      |
| Geflügelverein Schierau und Umgebung e. V.        | –             | –      | 02,0 %        | –      | 04,3 %        | 1      |
| Wählerliste Sport Bitterfeld-Wolfen               | –             | –      | 01,1 %        | –      | –             | –      |
| Einzelbewerber Dietmar Wagner                     | –             | –      | 01,0 %        | –      | –             | –      |
| Einzelbewerber Bernd Marbach                      | –             | –      | –             | –      | 05,7 %        | 1      |
| Einzelbewerber Thomas Drimel                      | –             | –      | –             | –      | 01,5 %        | –      |
| Einzelbewerber Reinhold Fricke                    | –             | –      | –             | –      | 01,1 %        | –      |
| Einzelbewerber Lothar Woltmann                    | –             | –      | –             | –      | 00,2 %        | –      |
| Insgesamt                                         | 100 %         | 20     | 100 %         | 20     | 100 %         | 20     |
| Wahlbeteiligung                                   | 68,4 %        | 68,4 % | 58,7 %        | 58,7 % | 49,2 %        | 49,2 % |

Im Stadtrat bestehen derzeit drei Fraktionen: Die Fraktion „Pro8/Wählergemeinschaft“ vereint die insgesamt acht Vertreter der drei Wählergemeinschaften und der Linken, ihr gehören der derzeitige Stadtratsvorsitzende und sein Erster Stellvertreter an. Die Fraktion der AfD mit sieben Mitgliedern stellt den Zweiten stellvertretenden Stadtratsvorsitzenden. Die drittstärkste Fraktion ist die der CDU mit vier Mitgliedern.
Der Bürgermeister ist als 21. Mitglied ebenfalls Mitglied des Stadtrats, gehört aber ebenso wenig einer Fraktion an wie das Einzelmitglied Ralf Hänsch.

### Bürgermeister
- 2009–2016: Eberhard Berger (CDU)
- 2016–2023: Bernd Marbach (parteilos)
- seit 2023: Hannes Loth (AfD)

In der Stichwahl am 11. Oktober 2009 wurde Eberhard Berger (CDU) mit 65,1 Prozent als hauptamtlicher Bürgermeister gewählt, der zuvor ab 1994 ehrenamtlicher Bürgermeister von Marke war.
Am 6. November 2016 wurde der Parteilose Bernd Marbach mit 53,2 % der Stimmen zu seinem Nachfolger gewählt. Auf den Amtsinhaber Eberhard Berger entfielen 46,8 % der Stimmen. Marbach legte sein Amt aus gesundheitlichen Gründen zum 31. März 2023 nieder.
Bei der Bürgermeisterwahl 2023 am 18. Juni 2023 erreichte Hannes Loth (AfD), bis dahin Abgeordneter des Landtages von Sachsen-Anhalt und Ratsmitglied in Raguhn-Jeßnitz, mit 40,7 % die meisten Stimmen, und zog zusammen mit Nils Naumann (parteilos, 36,9 %) in die Stichwahl ein. Die Stichwahl am 2. Juli 2023 gewann Loth mit 51,1 %; seine Amtszeit begann am 1. September 2023. Raguhn-Jeßnitz ist damit die erste Stadt, in der ein AfD-Kandidat zum hauptamtlichen Bürgermeister gewählt wurde (zuvor hatte es durch Parteiübertritt schon einen hauptamtlichen Bürgermeister von der AfD in Burladingen gegeben).

### Wappen
| | Blasonierung: „Geviert von Silber und Blau; Feld 1: zwischen zwei, in den Außenrand verschwindenden roten Zinnentürmen mit schwarzer Rundbogenöffnung, auf roter Zinnenmauer stehend und beide Türme haltend, ein aufrecht stehender, nach innen gewendeter schwarzer Bär mit ausgeschlagener roter Zunge; Feld 2: ein silbernes Eichenblatt; Feld 3: ein nach innen gewendeter silberner Pflug; Feld 4: aus blauem Wellenschildfuß wachsend zwei gefugte rote Türme mit Kuppeldächern, darauf je eine Kugel mit beknauftem Kegel, zwischen den Türmen pfahlweise eine rote Spindel und ein rotes Garnknäuel.“ |
| Wappenbegründung: Die Farben der Stadt sind Rot-Weiß (Silber). Feld 1 und 4 lehnen sich an die Wappen der einst selbstständigen Städte Raguhn (Bär hier in anderer Blickrichtung) und Jeßnitz an, während das Feld 2 mit dem Eichenblatt auf den für die Region typischen Eichenbestand verweist und Feld 3 mit dem Pflug die über Jahrhunderte in den Dörfern betriebene Landwirtschaft versinnbildlicht. Das Wappen wurde vom Heraldiker Jörg Mantzsch aus Magdeburg gestaltet und am 18. April 2019 durch den Landkreis Anhalt-Bitterfeld genehmigt. | |

### Flagge
Die Flagge ist rot-weiß-rot (1:4:1) gestreift (Querform: Streifen waagerecht verlaufend, Längsform: Streifen senkrecht verlaufend) und mittig mit dem Stadtwappen belegt.

## Verkehr
Die Bahnstrecke Trebnitz–Leipzig erschließt die Ortsteile Marke, Raguhn und Jeßnitz (Anhalt) durch jeweils einen Haltepunkt. Diese werden stündlich von Zügen der S-Bahn Mitteldeutschland bedient.